# Retijske Alpe
Retijske Alpe (nemško Rätischen Alpen, italijansko Alpi Retiche) je gorovje del Vzhodnih Alp in ležijo na obmejnem območju vzhodne Švice, zahodne Avstrije, Lihtenštajna in severne Italije.
Poimenovane so po ljudstvu Retijci.

## Lega
Retijske Alpe ležijo pretežno v švicarskem kantonu Graubünden vzhodno od prelaza Splügen. Potekajo skozi Engadin v severnem delu (najvišji vrh: Piz Linard, 3411 m), skozi Lihtenštajn in avstrijski zvezni deželi Predarlska in Tirolska z južnim ločenim delom (najvišji vrh: Piz Bernina, 4049 metrov), ter tudi italijanske pokrajine Sondrio, Južna Tirolska in Trentinsko - Zgornje Poadižje

## Razdelitev
Po podatkih SOIUSA - Enotna mednarodna orografska razdelitev Alp iz leta 2005 in drugih sodobnih klasifikacij Alp, Retijske Alpe glede na različno geološko sestavo ne tvorijo le ene skupine.
Po SOIUSA so razdeljena v naslednje tri dele (med 36 enot) :
- Zahodne Retijske Alpe (Piz Bernina, 4049 m)
- Vzhodne Retijske Alpe (Wildspitze, 3772 m)
- Južne Retijske Alpe (Ortler, 3905 m)

### Nadaljnja razdelitev
V Retijske Alpe sodi skupina Bernina, Albulske Alpe, Livignjske Alpe, skupina Umbrail, skupina Sesvenna, Silvretta in Rätikon, skupina Brenta.
Včasih so sem prištevali tudi Plessurske Alpe.
Po italijanski delitvi (CAI - Club Alpino Italiano) se Retijske Alpe nahajajo tudi južno in se raztezajo proti vzhodu navzdol do prelaza Timmelsjoch. Nato prečijo skupino Bernina-Livigno, tudi južno od Valtellina, kjer se nahajajo Alpi Orobiche, Ortlerske Alpe z Sobretto in Sesvenno, in Oetztalske Alpe (Alpi Venoste).

## Pokrajina
V južnem delu se med reko Inn in prelazom Ofenpass, v kantonu Graubünden nahaja Švicarski narodni park. Je od leta 1979 UNESCO-v biosferni rezervat in s svojim sedanjim območja v državi 170,3 km² tudi največje ohranitveno območje. 
V Retijskih Alpah je največji italijanski ledenik Adamello.

## Rastlinstvo in živalstvo
Rastlinstvo je zelo raznoliko in obsega veliko zaščitenih vrst, kot so planika in nekatere vrste sviščev. V iglastih gozdovih so prisotni (bor, jelka in macesen), ki imajo idealno okolje za svojo rast.
Živalstvo je prav tako bogato s predstavniki: navadna veverica, velika podlasica, srna, navadni jelen, alpski kozorog, gams in, čeprav v zelo majhnem številu, volk in rjavi medved. Tu živijo številne ptice: orli, sokoli, kanja, mala uharica, čuk, žolne.

## Pomembnejša naselja
Število prebivalcev v tej regiji se zmanjšuje. Nekaj večjih mest: Sondrio, Chiavenna, Morbegno, Tirano, Sondalo, Grosio, Bormio, Livigno, Edolo, Ponte di Legno, Vipiteno, Merano, Saint Moritz, Innsbruck.
Prelaz Maloja povezuje pokrajini Sondrio in Engadin, prelaz Bernina Tirano z Engadinom in Valtellino, prelaz Reschen Vinschgau z avstrijsko Tirolsko; sem se prišteje na italijanskem ozemlju še prelaz Stelvio, prelaz Tonale in prelaz Aprica.